# Christopher Edgar
Christopher Edgar, né en 1961, est un poète et directeur de publication américain qui, depuis 2006, réside à Genève comme rédacteur des Nations unies, plus spécialement à la Commission économique pour l'Europe des Nations unies (UNECE)).

## Biographie
Christopher Edgar est né en 1961 à Pasadena dans l'état de Californie.
En 1983, il obtient son Bachelor of Arts (Licence) en littérature russe à l'Oberlin College, Ohio.
De 1987 à 2006, il est le directeur de publication des éditions Teachers & Writers Collaborative (éditions scolaires) et du magazine littéraire The Hat, avec Jordan Davis.
Ses poèmes sont publiés dans diverses revues et périodiques tels que Boston Review, The Germ, Shiny, Lincoln Center Theater Review, Sal Mimeo, The Portable Boog Reade, Best American Poetry 2000, etc.
Depuis 2006 il est à la Commission économique pour l'Europe des Nations unies pour notamment traduire des textes russes et faciliter les problèmes de traductions et également comme éditeur de rapports officiels. 

## Œuvres
- At Port Royal, éd. Adventures in Poetry, 2003.
- Illuminations: Great Writers on Writing, co-écrit avec Christina Davis, éd. Teachers & Writers Collaborative, 2003
- The Teachers & Writers Guide to Classic American Literature, co écrit avec Gary Lenhart , éd. Teachers & Writers Collaborative, 2001,
- Educating the Imagination, 2 vol. (avec Ron Padgett), éd. Teachers & Writers Collaborative, 1994-2000[7].
- Classics on the Classroom (avec Ron Padgett), éd. Teachers & Writers Collaborative, 1999.
- avec Ron Padgett, Old Faithful (avec Ron Padgett), éd.  Teachers & Writers Collaborative, 1995.

### Traduction
- Tolstoy as Teacher: Leo Tolstoy's Writings on Education, éd. Teachers & Writers Collaborative, 2000[8].

## Prix et distinctions
2000 : le Boston Review poetry prize.